# John Freeman (desenhista)
John H. Freeman (Spokane, 14 de dezembro de 1916 - Burbank, 1 de janeiro de 2010) foi um desenhista estadunidense; animador, diretor, escritor e criador de personagens de desenhos animados da Disney, Marvel Studios e outros.

## Carreira
John Freeman começou a sua carreira no estúdio de animação da Walt Disney Productions, quando ele tinha 22 anos. Onde ele foi aprimorando suas habilidades como cartunista e na preparação para a entrevista no estúdio, ele fez o seu próprio "reel", uma demonstração de sua habilidade artística. Ele foi contratado no prazo de vinte minutos.
Após um breve período no exército, ele voltou a trabalhar no estúdio de Disney, onde começou como uma inbetweener em Fantasia e trabalhou na Disney por 16 anos, animando em trabalhos como “Lady And The Tramp,” “Peter Pan,” “My Little Pony ‘n Friends,” “G.I. Joe,” “Transformers” e outros desenhos da Disney.
Ele era um homem "história" e muitas vezes foi o ponto ou a pessoa da frente para promover vários projetos da Disney, por exemplo, alguns de seus desenhos e outros trabalhos artísticos de Lady and the Tramp foram publicados na revista Chevrolet amigos em 1955.
John passou a trabalhar na Spots de TV em San Francisco em 1956, onde ele começou imediatamente a trabalhar, animando e completando desenhos inacabados.
Sua habilidade em animação, direção e capacidade de escrita brilhou em alguns especiais de TV notáveis, tais como: "Great Pumpkin", "Charlie Brown" e "The Bear". Enquanto no estúdios Disney, ele trabalhou com Bing Crosby e Orson Welles na produção da Marvel Studios.
Em 1981, John Freeman também foi convidado para viajar para Madrid, Espanha, para animar "Katy da Caterpillar" na Moro Creativos Asociados Studio.
Ele também emprestou seu talento para os estúdios: Hanna Barbera Productions, Marvel Productions (Studios) e Ruby e Spears.

## Morte
Freeman morreu em Burbank, Califórnia no dia 1 de janeiro de 2010. Ele havia feito 93 anos no dia 14 de dezembro do ano anterior